# Vincent Gallagher
Vincent Joseph "Vince" Gallagher, Jr. (Brooklyn, Nova York, 30 d'abril de 1899 - Miami, Florida, 27 de juny de 1983) va ser un remer estatunidenc que va competir a començaments del segle xx.
El 1920 va prendre part en els Jocs Olímpics d'Anvers, on guanyà la medalla d'or en la competició del vuit amb timoner del programa de rem.